# St-Remi (Allemant)

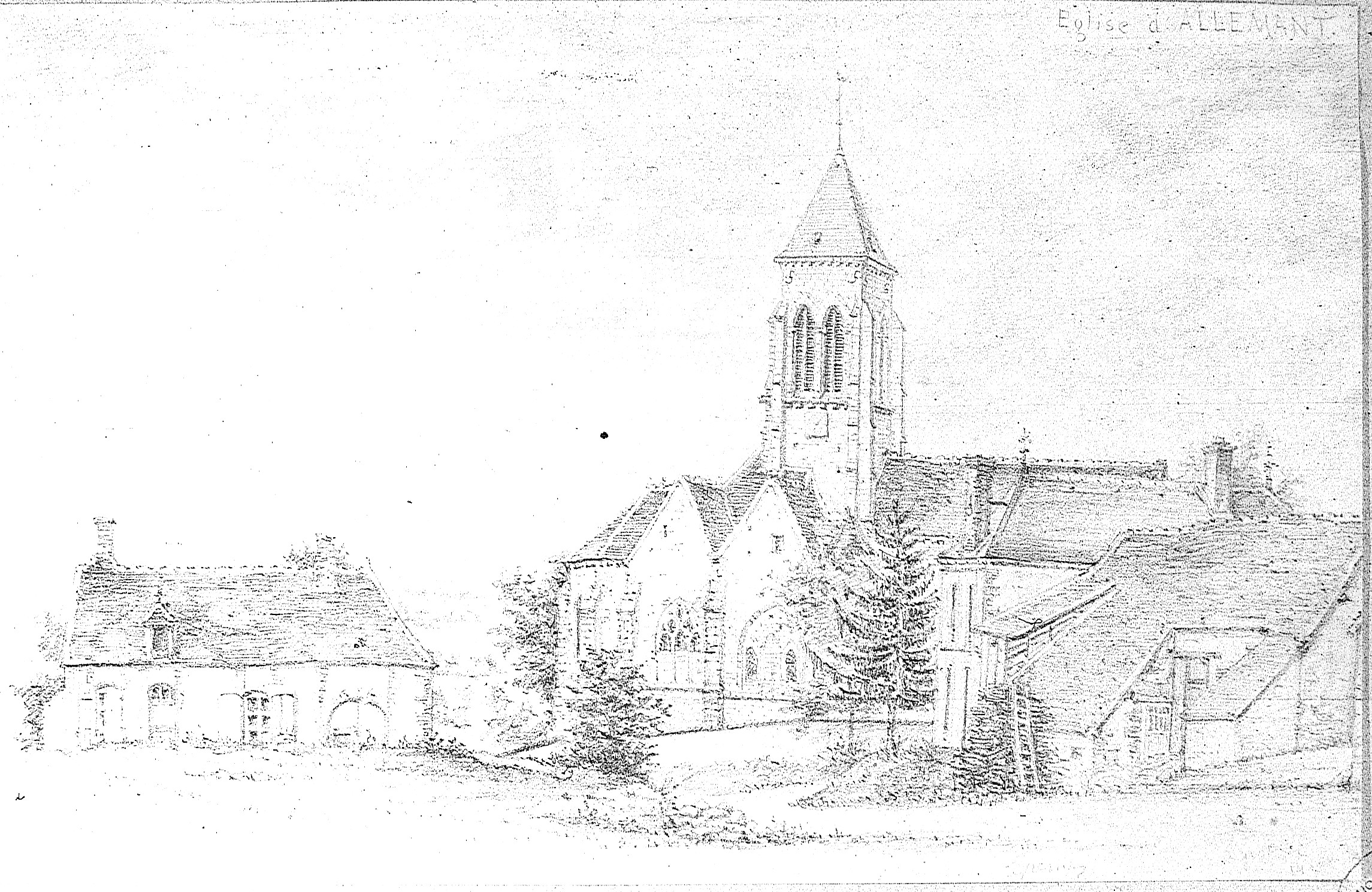
Zeichnung der Kirche Saint-Remi (1878)

Die katholische Kirche St-Remi in Allemant, einer französischen Gemeinde im Département Marne der Region Grand Est, wurde im 13. Jahrhundert errichtet und im 15. Jahrhundert im Flamboyantstil umgebaut. Die Kirche ist seit 1932 als Monument historique klassifiziert.
Die Kirche wird von einem quadratischen Glockenturm überragt, der an allen Seiten Klangarkaden besitzt. Das Langhaus, das Querhaus und die polygonale Apsis sind eingewölbt.

## Ausstattung
Siehe: Liste der Monuments historiques in Allemant (Marne)#Liste der Objekte